# Anton Kothgasser
Anton Kothgasser (* 9. Januar 1769 in Wien; † 2. Juni 1851 ebenda, auch Kothgassner) war ein österreichischer Porzellan- und Glasmaler der Biedermeierzeit. Er zählt neben Gottlob Samuel Mohn zu den bedeutendsten Glasmalern seiner Zeit, der insbesondere durch filigrane, transparente Emailmalerei auf Gläsern und Bechern Bekanntheit erlangte.

## Leben und Werk

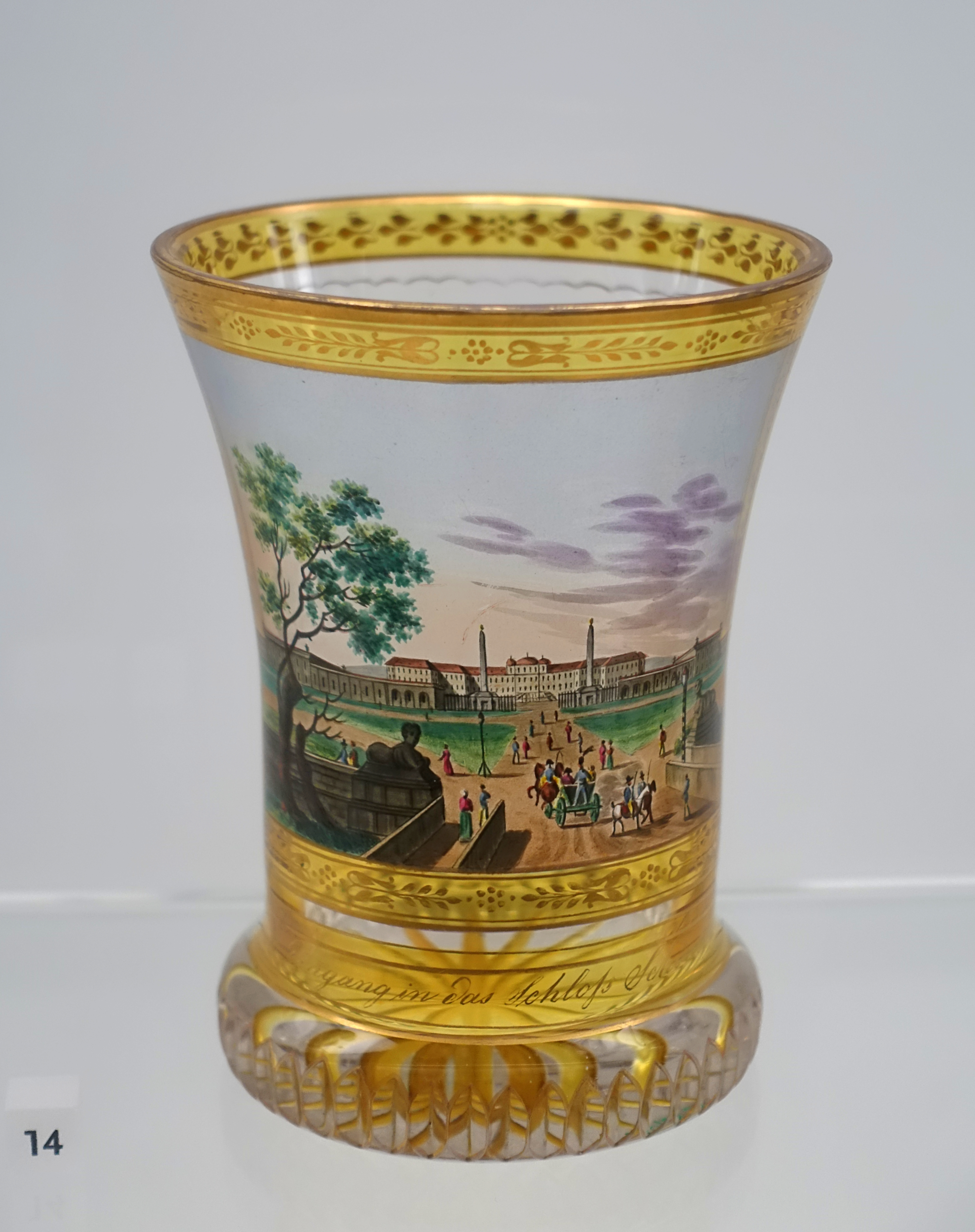
Ranftbecher mit der Ansicht von Schönbrunn (1820)

Anton Kothgasser wurde als Sohn des Wirtes Josef Kothgasser und dessen Frau Maria Magdalena in Wien geboren. Nach dem frühen Tod des Vaters im Jahr 1775 wurde die Ausbildung von Kothgasser von seinen Verwandten Jakob Petter übernommen, der als Landschaftsmaler in der Wiener Porzellanmanufaktur angestellt war. Petter vermittelte ihm eine Ausbildung bei Heinrich Friedrich Füger an der Akademie der bildenden Künste in Wien, die er am 27. November 1781 begann.

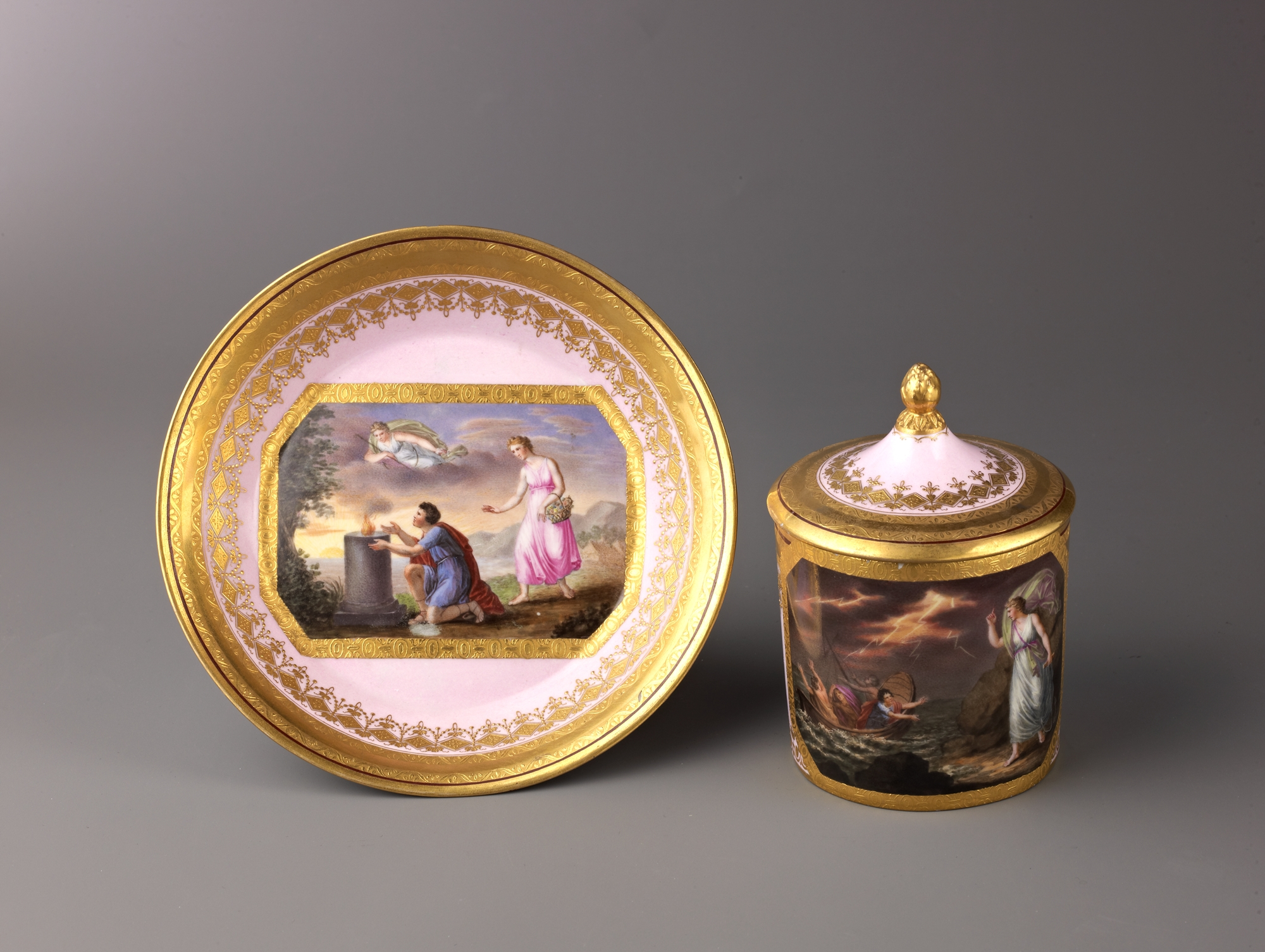
Dekorierte Deckeltasse mit Untertasse (um 1800)

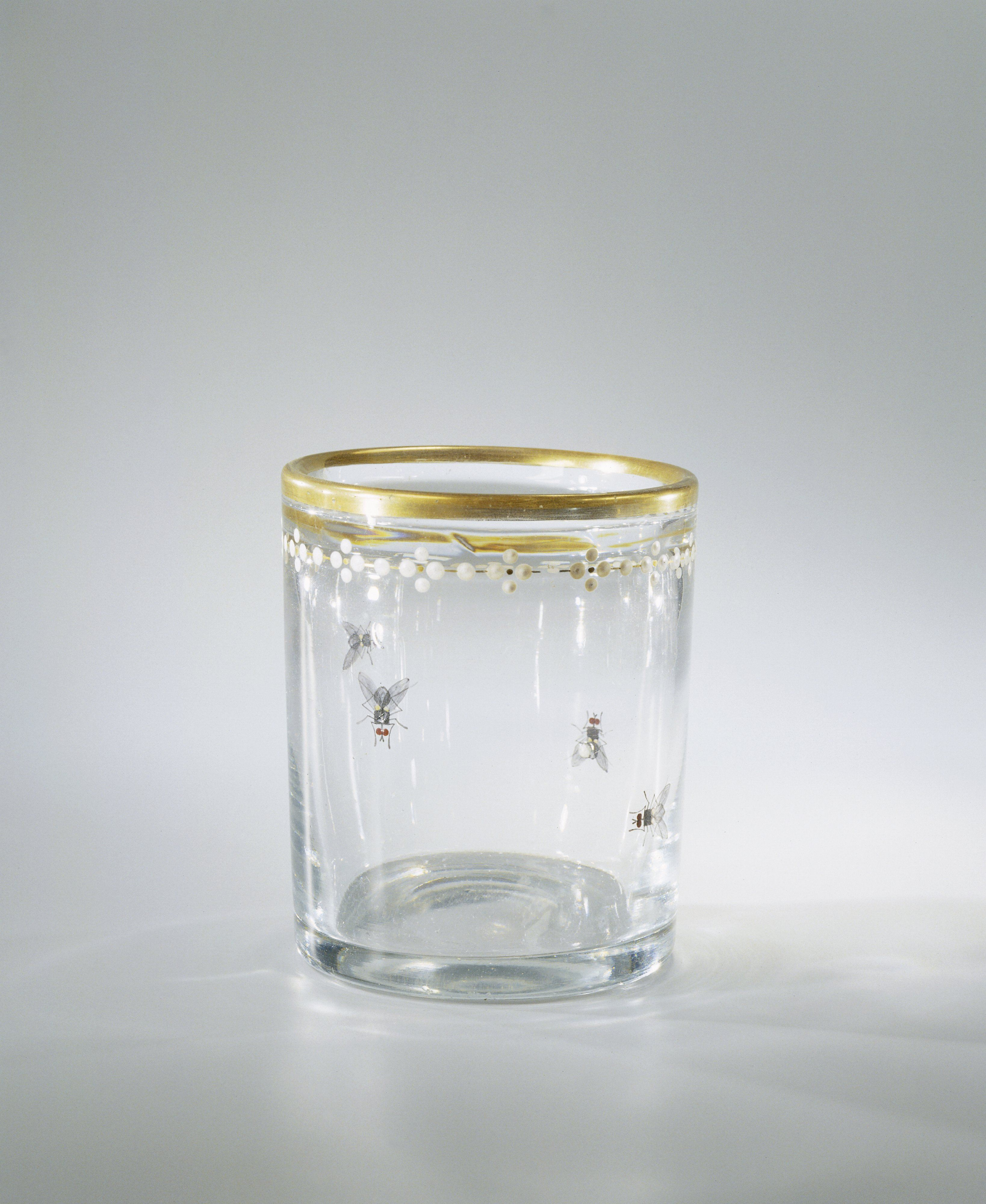
Becher mit 4 Fliegen (1815)

Bereits im Alter von 15 Jahren erhielt er eine Anstellung als Buntmaler, ab 1805 als Dessin- und Goldmaler an der Wiener Porzellanmanufaktur. In seiner frühen Schaffensperiode fertigte er vor allem Ornamente und Dekore für Porzellangefäße an. Seit 1789 verwendete Kothgasser in der Porzellanmanufaktur vielfach die Malernummer 96, die sich in Gold, Schwarz oder Rot auf den von ihm dekorierten Porzellangegenständen findet.
Dem Porzellanmaler Samuel Mohn gelang es 1806 in Leipzig, Gläser mit transparenten Farben zu bemalen. Gemeinsam mit seinem ältesten Sohn Gottlob Samuel Mohn perfektionierte er in den folgenden Jahren die transparente Glasmalerei. Gottlob Samuel Mohn kam 1811 nach Wien und begann ein Studium an der Kunstakademie. In Wien führte er ab 1815 am neu gegründeten Polytechnischen Institut Experimente mit neuartigen Glasfarben durch. Um seinen Lebensunterhalt zu bestreiten, bemalte er, unterstützt durch seinen Bruder Ludwig und Mitarbeiter der väterlichen Werkstatt, Gläser und Becher, die in Wien auf große Resonanz stießen. Durch seine Bekanntschaft mit Gottlob Samuel Mohn wurde Anton Kothgasser 1812/13 inspiriert, dünnwandige Gläser mit Schmelzfarbenmalerei zu verzieren. Derartig dekorierte Becher und Gläser wurden in der Zeit nach dem Wiener Kongress bis etwa 1840 als populäre Andenken und repräsentative Geschenke geschätzt.
Frühe bemalte und von Kothgasser signierte Gläser zeigen Szenen von der Völkerschlacht bei Leipzig und dem Abschied des oesterreichischen Landmannes zum Ausmarsch ins Feld 1813. In den ersten Jahren führte Kothgasser etliche Motive sowohl für die Manufaktur in Porzellan wie auch in Glas mittels Schwarzlotmalerei und Golddekor aus. Aufgrund der strukturellen Rohstoff- und Absatzkrise der Wiener Porzellanmanufaktur 1809 bis 1815 infolge der Napoleonischen Kriege wandte sich Kothgasser in Heimarbeit der Glasmalerei zu, um seinen Lebensunterhalt weiterhin zu sichern. Nachdem Kothgassers Verdienst 1816 auf 117 Gulden zurückgegangen war, erhielt er am 20. Mai des gleichen Jahres die Erlaubnis, „bey seiner Glasmahlerey zu Hause zu arbeiten. Auf einige Monathe“.
Kothgasser lieferte seine bemalten Gläser an Verleger, u. a. an Leopold Schadlbauer (Zur Goldenen Lampe am Stephansplatz), der die Glaswaren in Kommission verkaufte. Die Gläser wurden damals zu einem beachtlichen Preis von 18 bis 25 Gulden verkauft. Insgesamt wurden von Kothgasser über 540 Ansichten- und Panoramagläser bei Schadlbauer zum Verkauf abgerechnet, wobei man davon ausgeht, dass er die meisten Gläser zur Bemalung vorbereitet hat und die Ausführung häufig anderen Glasmalern überließ. Einige der Veduten auf den Gläsern sind nach Vorlagen von Carl Schütz und Johann Andreas Ziegler gezeichnet, die als Collection de 50 vues de la ville de Vienne 1779 im Verlag Artaria erschienen sind.
In überlieferten Arbeits- und Einschreibbüchern sind Aufträge und Abrechnungen Kothgassers an den Vedutenmaler Jakob Schuhfried und Josef Havlicek (auch Hablischeck bzw. Hawliczcheck) verzeichnet. Kothgasser gab bei den Malern einzelne Arbeitsschritte, wie zum Beispiel die Konturierung, die Ausführung der Schriftbänder (Havlicek) oder die Veduten (Schuhfried) in Auftrag und entlohnte die Maler nach vorher ausgehandelten Stückpreisen.

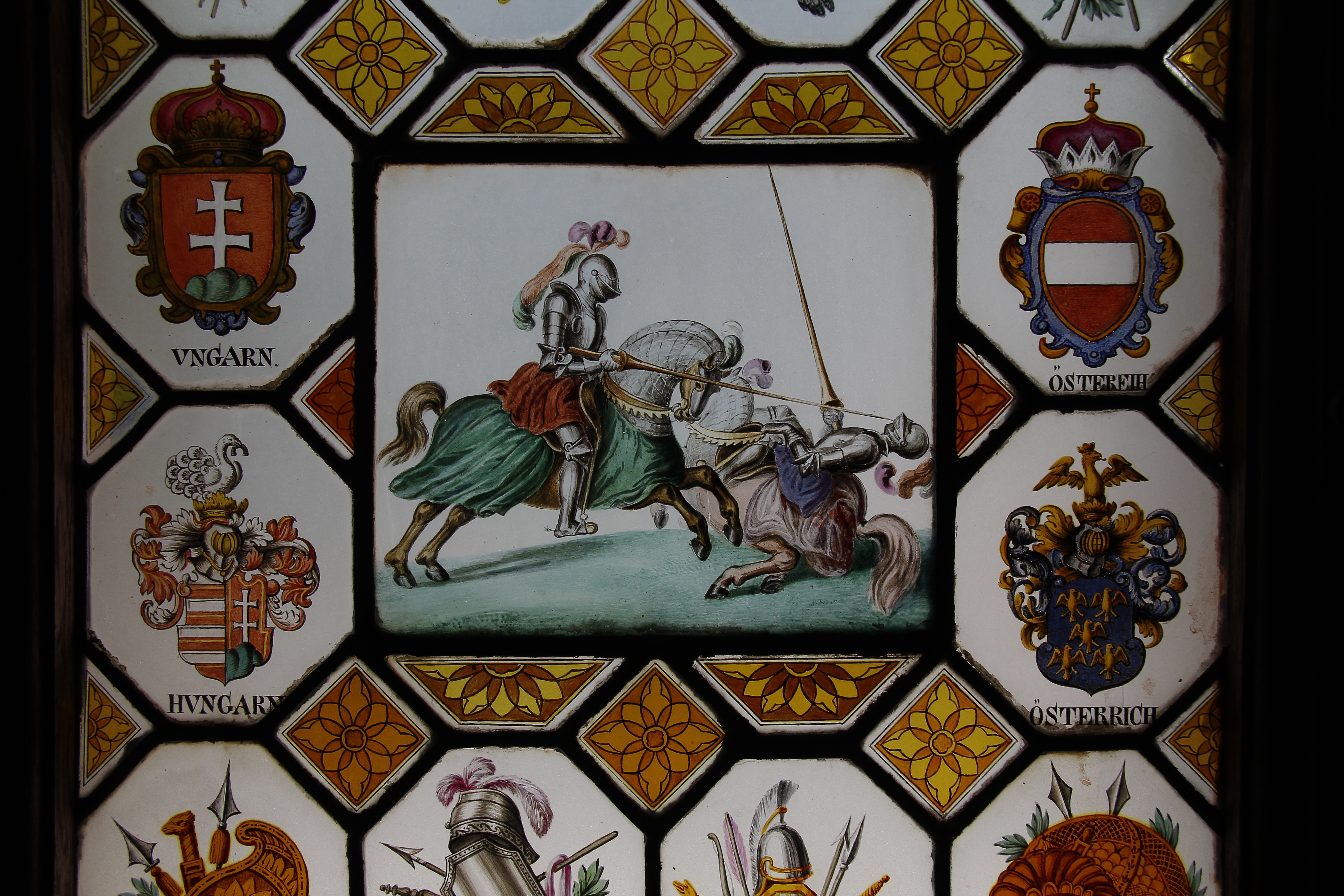
Franzensburg in Laxenburg: Fenster im Schlafzimmer des Burgvogtes

Aus den Aufzeichnungen von Josef Havlicek geht hervor, dass er zwischen 1820 und 1830 über 2300 ‚Kothgassergläser‘ und gläserne Wunschkarten mit Motiven, Spruchbändern und Texten verziert hat. Offensichtlich waren die Glasmaler auf bestimmte Motive spezialisiert. Havlicek hat beispielsweise bei Kothgasser die Bemalung von 342 Gläsern mit dem Stephansdom-Motiv und 253 Spielkarten-Motiven abgerechnet.
1824 beauftragte der piemontesische Architekt Ernesto Melano Kothgasser im Zuge der Restaurierung der Abtei Hautecombe mit der Herstellung der Glasfenster für die Fürstenkapelle, die die Kindheit und die Passion Jesu darstellen. Darüber hinaus fertigte er einige Glasfenster für den Turiner Dom, das Stift Seitenstetten, die Pfarrkirche St. Ulrich in Feistritz am Wechsel sowie für den Speisesaal im Schloss Brandhof in Gußwerk. Nachdem Gottlob Samuel Mohn 1825 in Laxenburg gestorben war, bewarb sich Kothgasser bei Kaiser Franz II. um die Weiterführung der Glasmalarbeiten in der Franzensburg in Laxenburg. Ihm werden die Ende der 1820er Jahre angefertigten Scheiben im Schlafzimmer des Burgvogts mit Darstellungen von Turnierszenen sowie die Donauansichten im Ungarischen Krönungssaal zugeschrieben. Im Schloss Brandhof gestaltete Kothgasser Fenster, bestehend aus je sechs Tafeln mit auf Bibelsprüchen bezogenen Allegorien. Im Jahr 1840 ging Kothgasser in den Ruhestand.
Anton Kothgasser war zweimal verheiratet: Nach dem Tod der ersten Ehefrau Maria Anna Albrechtskirchner (1764–1827) heiratete er am 30. April 1827 in Lichtental Katharina Fegenberger (1788 – nach 1851). Kothgasser verstarb im Alter von 82 Jahren in Wien (heute Linke Wienzeile 70).

## Werk

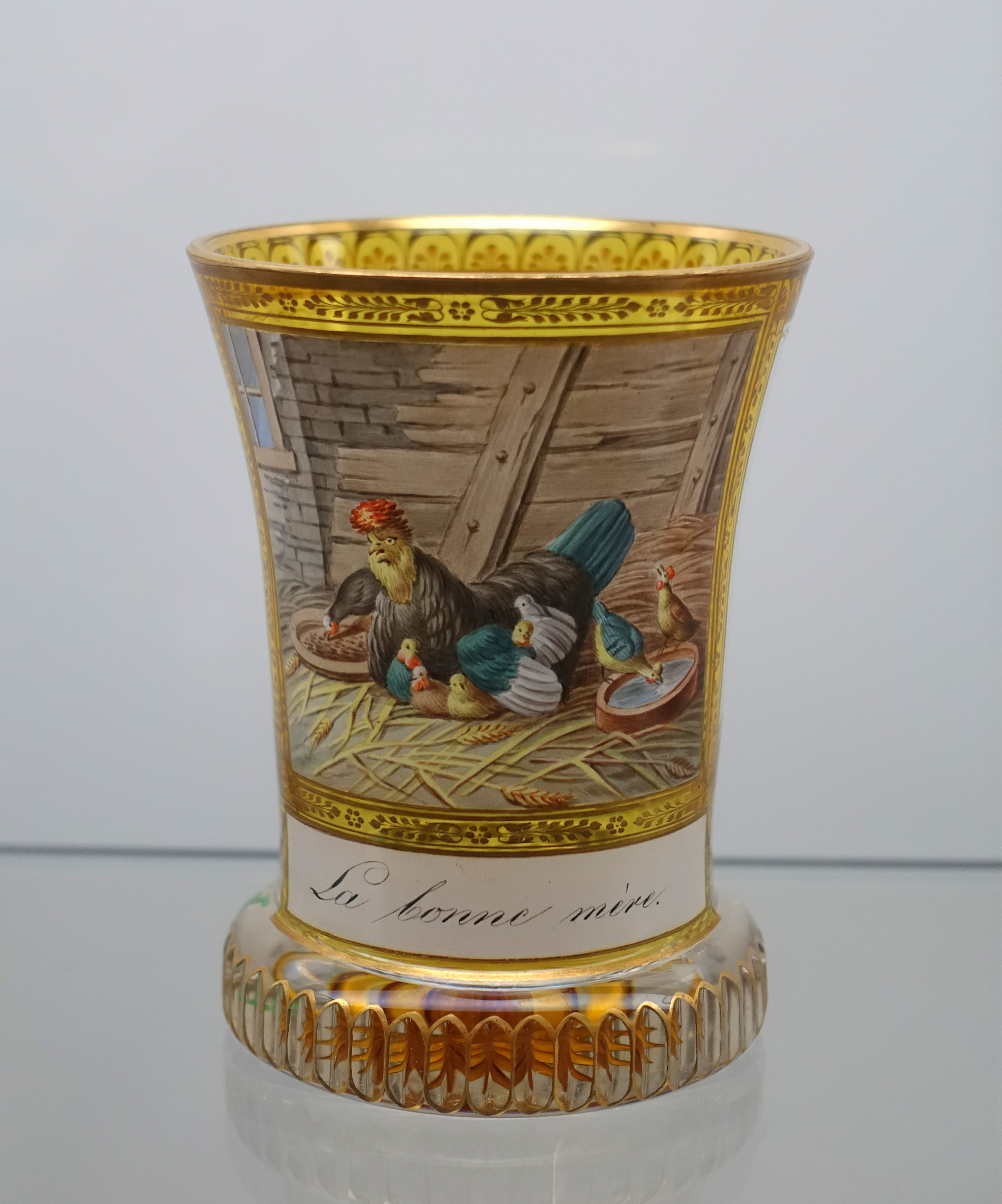
La bonne mére (1825)

Anton Kothgasser verzierte die Gläser mit filigran gezeichneten Porträts, Allegorien, Blumen- und Tierdarstellungen, Monogrammen und Emblemen. Bekanntheit erlangte Kothgasser durch minuziös ausgearbeitete Veduten auf Ranftbechern, Ansichten- und Panoramagläser vor allem mit Stadtansichten Wiens, aber auch von Baden, Karlsbad und Prag. Von einigen Motiven, wie unter anderem dem Stephansdom in Wien, sind mehr als 350 Becher bekannt.
Die begehrten Ansichtengläser wurden auch für den Export nach Böhmen (Prag und Karlsbad), Italien (Venedig, Mailand, Triest, Livorno, Lago Maggiore), Ungarn (Pest) sowie nach Preußen, ins Herzogtum Nassau und Großherzogtum Hessen (Berlin, Wiesbaden, Darmstadt, Bad Ems) hergestellt.

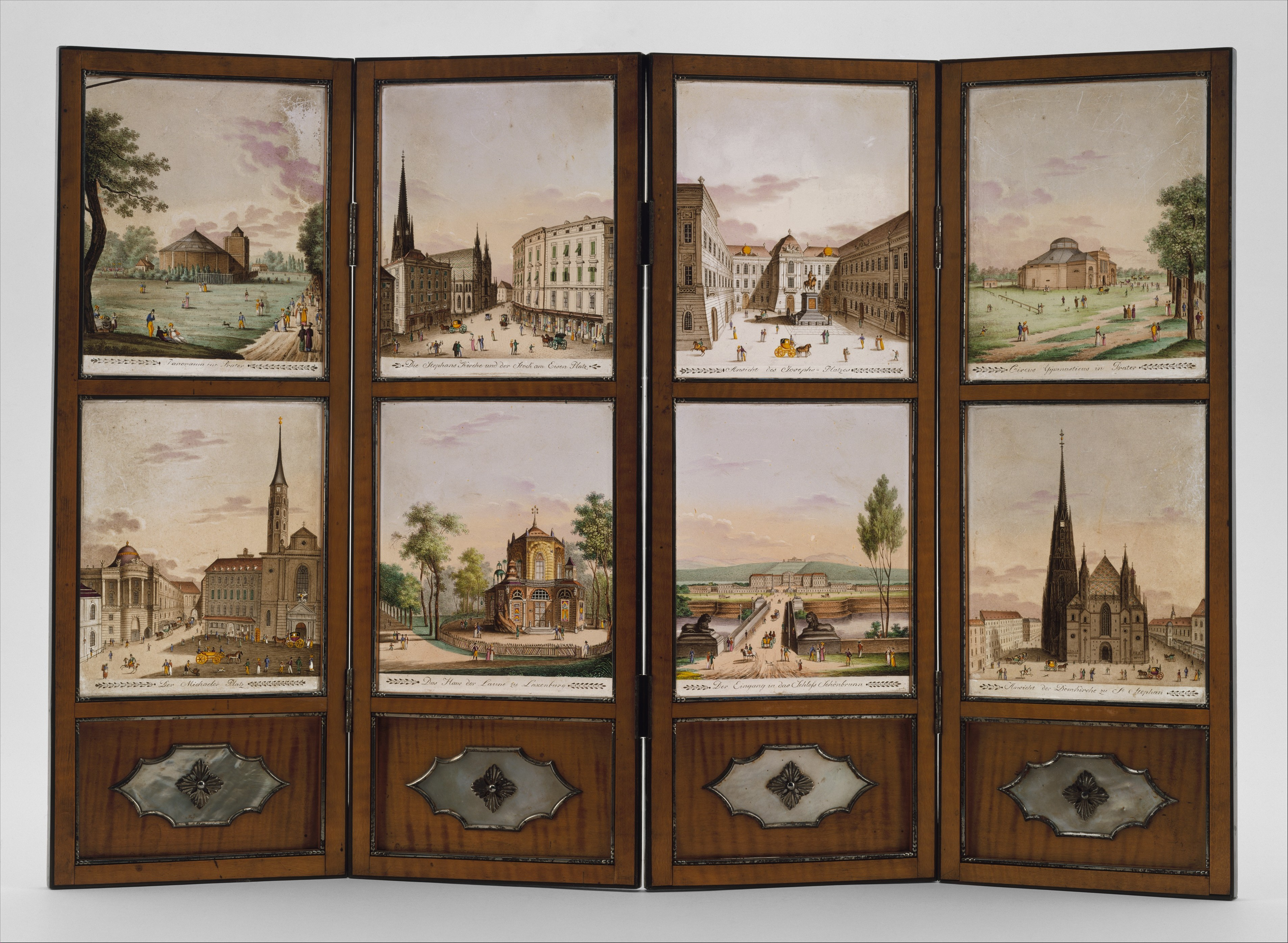
Lichtschirm mit 8 Ansichten von Wien (um 1820)

Neben der Dekorierung von dünnen zylindrischen Gläsern und Ranftbechern fertigte Kothgasser auch einige Schaustücke in Form von Pokalen, wie den Deckelpokal mit der allegorischen Huldigung auf die Geburt Kaiser Franz Joseph I. an. Der 1830 angefertigte Deckelpokal wurde im gleichen Jahr in das National-Fabriksprodukten-Kabinett überführt und 1835 auf der Wiener Gewerbeschau öffentlich gezeigt.
Darüber hinaus wurden von Kothgasser, Havlicek und Schuhfried mit einer ähnlichen Arbeitsteilung wie bei den Hohlgläsern auch Glasscheiben bemalt, die einzeln als Gruß- oder Wunschkarten oder in Form von semitransparenten Licht- oder Wandschirmen mit gemalten Ansichten angeboten wurden.

## Rezeption
Ansichten- und Panoramagläser, Freundschaftsbecher sowie Gläser mit Darstellungen von Blumen, Tieren und Allegorien finden sich heute in vielen renommierten Kunst- und Designmuseen, wie u. a. im Metropolitan Museum of Art, Bergstrom-Mahler Museum of Glass Neenah, im Rijksmuseum Amsterdam, im Victoria and Albert Museum, im Wien Museum, im Museum für Angewandte Kunst Wien, im Landesmuseum Württemberg oder im Corning Museum of Glass.
Das Museum für Angewandte Kunst in Wien zeigte 2017 im Rahmen der Sonderausstellung Gläser der Empire- und Biedermeierzeit: Aus der Sammlung des MAK und der Glassammlung Kuhn eine große Auswahl an transparenten Kothgasser- und Mohn-Gläsern.
„Kothgasser-Gläser“ sind heute begehrte Objekte auf internationalen Kunstauktionen. Die auf Auktionen erzielten Preise für bemalte Becher und Ranftgläser schwanken in Abhängigkeit von der Aufwendigkeit der Bemalung, dem Seltenheitswert des Motivs und der Erhaltung zwischen 1.000 und 40.000 Euro.